# 约阿希姆·比希纳
约阿希姆·比希纳（德語：Joachim Büchner，1905年4月8日—1978年2月22日），德国男子田径运动员。他曾代表德国参加1928年和1932年夏季奥林匹克运动会田径比赛，其中1928年奥运会获得一枚铜牌。